# El Salvador (Filipiny)
El Salvador (ceb. Dakbayan sa El Salvador, tagalski Lungsod ng El Salvador) – miasto na Filipinach, w prowincji Misamis Oriental (region Mindanao Północne). Około 59 tys. mieszkańców.